# West Coast Riot
West Coast Riot är en svensk punk- och hardcorefestival som arrangerades första gången 26 juni 2008 på Frihamnen i Göteborg. Andra året arrangerades festivalen den 25 juni 2009, och precis som 2008 hölls festivalen till dagen innan hårdrocksfestivalen Metaltown som använder samma plats.
2010 arrangerades festivalen för tredje året men på ett något tidigare datum än innan; den 17 juni. 2011 genomfördes West Coast Riot den 16 juni i Göteborg, men på annan plats än tidigare.
2012 hölls festivalen den 26 juli på Röda Sten i Göteborg. Det här var betydligt senare jämfört med de tidigare åren, då den ägt rum i juni månad. Den hölls för första gången inte i anslutning till Metaltown.
I början av 2013 meddelades det att festivalen tar ett viloår. I mitten av 2014 hörde festivalen av sig och meddelande att framtiden var oviss på grund av en hård festivalkonkurrens.
I november 2015 återuppväcktes festivalen på sociala medier. Senare annonserades att festivalen skulle återuppstå som en inomhusfestival 27 februari 2016.

## Statistik
| År   | Besökare | Band    | Priser                                  |
| ---- | -------- | ------- | --------------------------------------- |
| 2008 | 10 800   | 17      | 450:-, 590:-                            |
| 2009 | 8 900    | 17      | 650:-, 750:-                            |
| 2010 | 13 800   | 17      | 595:-, 695:-                            |
| 2011 | -        | 21      | 650:-, 750:-, 2 050:-                   |
| 2012 | -        | 16      | 695:-                                   |
| 2016 | -        | 11 (än) | Ett visst antal för 650:-, sedan 750:-. |

## Bokade band

### 2016
- Alonzo & Fas 3[12]
- Brancoats[12]
- Cocaine Piss[12]
- Knægt[12]
- Lydia Lunch Retroviurs[12]
- Matriarkatet[12]
- Millencolin[12]
- Psykofant[12]
- Refused[12]
- Riwen[12]
- Räfven[12]
- Strebers[12]

### 2008-2012
| 2012 - The 20Belows - Against Me! - Alonzo & Fas 3 - Anti-Flag - Asta Kask - Dystra Li - Gallows - Gatans lag - Honningbarna - Håll käften, vad vill du!? - Out of Vogue - Rancid - Randy - Street Dogs - Wolves Like Us - Turbonegro 2011 - All Time Low - Atlas Losing Grip - The Baboon Show - Bad Brains - Beast - The Bones - Burning Libra - Dorm Patrol - The Dwarves - The Exploited - The Gaslight Anthem - Gogol Bordello - Hårda tider - Kvelertak - Millencolin (spelade Pennybridge Pioneers-låtar) - Ond bråd död - Shelter - Sum 41 - Twopointeight - U.S. Bombs - Voice of a Generation 2010 - A Day to Remember - Bad Religion - Bruket - Brute - Dillinger Escape Plan - Dropkick Murphys - Flogging Molly - The Get Up Kids - The Hives - Hot Water Music - Invasionen - Jello Biafra and The Guantanamo School of Medicine - Rise Against - Runawaydroid - Satan Takes a Holiday - Sista sekunden - The Specials Samt uppträdanden av Hellzapoppin. 2009 - The Aggrolites - The Bouncing Souls - Durango Riot - Face to Face - The Gaslight Anthem - Gogol Bordello - The Knockouts - Lesra - The Living End - No Use for a Name - Parkway Drive - Pennywise - Raised Fist - Sick of It All - Social Distortion - Suicidal Tendencies - Vicious Irene Samt uppträdanden av Hellzapoppin och Billabong Wakeboard Pool Party. 2008 - Bad Religion - Comeback Kid - De lyckliga kompisarna - Flogging Molly - High Hats - Lagwagon - Millencolin - Moderat Likvidation - Neverstore - No Fun at All - NOFX - Randy - Sista sekunden - Splitside - Tiger Army - Tysta Mari - The Used Samt uppträdanden av The Brother Grim Side Show och The Junkyard.se Mobile Jump Ramp. |